# Winthemia cylindrica
Winthemia cylindrica är en tvåvingeart som först beskrevs av Villeneuve 1938.  Winthemia cylindrica ingår i släktet Winthemia och familjen parasitflugor.
Artens utbredningsområde är Kongo. Inga underarter finns listade i Catalogue of Life.